# Mordor
Mordor egy régió J. R. R. Tolkien angol író fantasyregényeiben, mely az író által alkotott világ, Középfölde délkeleti részén található. A Másodkorban és a harmadkorban főként a Gyűrűk Ura, Sauron birodalmának központjaként ismert.

## Földrajza

### Az Ephel Dúath és az Ered Lithui
Az Ephel Dúath, azaz az Árnyékhegység Mordor nyugati és déli határvonalán húzódik végig. A hegylánc körülbelül 1287 kilométer hosszú. Meredek, és éles sziklájú falak határolják, egyetlen hágója a Morgul-hágó. Az Ephel Dúath északi végén, ahol a hegység az Ered Lithuihoz kapcsolódik, egy meredek, csupasz és fekete szirtekkel övezett, mély és körkörös völgy feküdt: ez volt Udûn. Hágói a Vasgádoros és Cirith Gorgor. Az Ered Lithui, azaz a Hamuhegység alkotja Mordor északi határát.

### Dagorlad
Történelmileg Mordorhoz tartozik a Dagorlad, a Csatamező is. Ez a Cirith Gorgor előtt elterülő síkság nagy csaták színtere volt, innen a név. Maga a terület száraz síkság volt a hegyek és a mocsár között.

### Gorgoroth
A Végzet-hegye és az előbbi két hegység között elterülő fennsík neve Gorgoroth, a lávafennsík. Ennek tengerszint feletti magassága valószínűleg meghaladja Udûnét és Lithlad síkságáét. A talajt tarkító számos repedésből láva áramlik fel, és az évek alatt rendkívül vastag rétegekben rakódott le. A síkság kopár, semmi nem terem meg rajta.

### Lithlad
Lithladon, a hamusíkon a természeti tényezők sokkal kedvezőbbek voltak, így földművelést lehetett folytatni. A kőzetek nagymértékben lepusztultak, az ennek eredményeképpen létrejött talaj igen termékeny volt. A félszáraz éghajlaton a vízellátást nehéz volt megoldani, mert a Núrnen zord beltengere sós vizű volt. A hegyekből lefutó vizek táplálták az itteni földek csatornáit.

### Orodruin
A Gorgoroth-síkság délkeleti végén áll Orodruin vulkánja, a Tűz Hegye vagy Végzet Hegye (sinda nyelven Amon Amarth). Kitöréseinek fénye vészjósló, narancsvörös fényt vet a Mordor fölött lebegő sűrű felhőtömegre. A talaj repedéseiből tűz és forró gőz tör fel, a földet fullasztó vulkáni hamu borítja.
A vulkán katlanjában készítette el Szauron az Egy Gyűrűt, és itt is kellett elpusztítani.

## Története
Szauron a másodkorban kezdte el kiépíteni hatalmát keleten, amikor Morgoth hatalmának megdöntése után ide menekült. A Szilmarilok említi, hogy a tündék földjein kívül Szauron uralkodott mindenhol. Hosszú eriadori tartózkodása után 1000 körül kezdte el Mordor megerősítését a númenoriakkal szemben. 1200 körül hagyta el birodalmát, és Annatarként visszatért északra. 1500 körül tért vissza Mordorba, ám az Egy Gyűrű elkészítése után lelepleződött, ezért 1695-ben nyílt háborút kezdett a tündék ellen. Lerombolta Eregiont, és folytatta a terjeszkedést: 1697-re elfoglalta Eriadort (Völgyzugoly és Mória kivételével), és minden területet a tengertől keletre. 
1700-as, sarn-gázlói veresége után visszatért Mordorba, ám a númenoriak sorra építették erődjeiket a tengerparton, ezzel bezárták Szauront Mordorba. Mivel a dúnadánok erejével nem bírt, ezért cselhez folyamodott: a númenori Tar-Calion király túszaként a szigetre ment, és fellázította a Valák ellen, aminek következményeként Númenor elpusztult. Ám Szauron testét is elnyelte a mélység, csak szelleme tért vissza Mordorba.
Amikor a númenori menekültek birodalmat alapítottak országa határán (Gondor), Szauron újra háborúra készítette szolgáit, ám az Utolsó Szövetség támadott előbb: Dagorlad síkján megverték Szauron szolgáit és megostromolták a Barad-dûrt. Ott esett el Gil-galad nagykirály, Elendil nagykirály és fia Anárion, ám Isildur levágta Szauron ujjáról a gyűrűt, az pedig otthagyta testét és elmenekült.
A númenoriak lerombolták Barad-dûrt, és megtisztították Mordort. Erődöket építettek a hegyeken, hogy elzárják az országot Szauron szolgáitól. Az sokáig üresen állt, ám ahogy Gondor hatalma hanyatlott, a Nazgûlok vezetésével sokan visszatértek, és amikor Gondor népe már nem tudta őrizni az erődöket, átkeltek az Ephel Dúath hágóin. Elfoglalták Minas Ithilt, és tanyát vertek benne, ettől kezdve Minas Morgulnak hívták. Itt esett fogságba Gondor utolsó királya, Earnur, amikor egyedül lovagolt át, hogy megvívjon a Boszorkányúrral.
Gondor hanyatlása Mordor lassú erősödését jelentette addig, hogy Szauron ismét megjelenhetett Középföldén, igaz ekkor még Dol Guldur erődjében. Mikor azonban onnan kiűzték (ez a hobbit cselekményével párhuzamosan történt), visszatért Mordorba, és felépíttette a Barad-dûrt. Minden erejével készült a háborúra, amelyet meg is nyerhetett volna, ha ellenségeinek nem sikerül elpusztítani az Egy Gyűrűt, hatalmának őrzőjét. Ekkor eltávozott, Mordort elfoglalták az emberek, tornyát lerombolták, és újra megtisztították az országot. Ettől kezdve nincs feljegyzés további eseményekről.

## Városok, építmények

### Barad-dûr
Barad-dûr, Mordor tornyai közül a leghatalmasabb. Nem sokkal azután épült, hogy Szauron megalkotta az Egy Gyűrűt. Ez volt a Sötét Úr legnagyobb erődje, amelyet a Gyűrű hatalmával emelt, hogy az alapjait mindaddig ne lehessen megingatni, amíg a Gyűrű létezik. A legmagasabb tornyot a csúcsától az ezernyi börtön mélyéig Szauron hatalma járta át.

### Sammath Naur
A Sammath Naur a Tűz Csarnoka, amely Szauron Útjának a végén található. Farkasfejekkel díszített kaput vájtak az Orodruinba, a láva felett kőhidat emeltek. Szauron itt készítette az Egy Gyűrűt, és az itt is semmisült meg.

### Minas Morgul
Minas Morgul (sindarin nyelven a Boszorkányság Tornya), korábbi nevén Minas Ithil (A Hold Tornya), város Mordor nyugati szélén, az Ephel Dúath lábánál.
Elendil fia Isildur építette a Másodkor vége előtt. A város a Minas Ithil, a Hold Tornya nevet kapta. Itt élt Isildur feleségével, gyermekeivel (Elendur, Aratan, Ciryon és Valandil), ameddig Szauron elő nem jött Mordorból, megszállta Minas Ithilt, és elégette az ott elültetett Fehér Fát. Miután Szauron hatalmát megdöntötték, a torony ismét Gondorhoz került. De a Fekete Vészben sok gondori meghalt, és az őrök, akik a Mordort őrző tornyokban laktak, elpusztultak. Angmar megdöntése után, 2000-ben az angmari boszorkánykirály ostrom alá vette a tornyot, és az ott maradt néhány századot, akiket Earnil betelepített, lemészárolták. Ezután a boszorkányúr és a Gyűrűlidércek lakhelye lett. Később innen indult el az Osgiliath bevételére kiállított hadsereg. A Gyűrűháború után lerombolták.

### Morannon
A Harmadkor kezdetén, miután az Utolsó Szövetség legyőzte Szauront, Gondor erődöket épített Mordor határain, hogy szemmel tarthassa az ott élő gonosz teremtményeket. A legnagyobb erődök Cirith Gorgornál, a Kísértethágónál álltak, mert itt volt a legkönnyebb átjárni a hegyek között. Miután a Fekete Vész idején Gondor népessége megfogyatkozott, 1636-tól az erődök elhagyatottá váltak, Gondor felhagyott őrzésükkel. Később, Szauron visszatérésével ismét helyőrségekké váltak.
A mély hegyszorost egy köves lejtő zárta le, amibe egyetlen vaskaput vágtak, három boltozatos kapunyílással. Ez volt a Morannon, a Fekete Kapu. A sziklák mindkét oldalán barlangokat, járatokat vájtak a kőbe. A hágó nyílásából, talapzatukkal egy árokforma völgybe állva, két kopár, fekete csúcs nyúlt ki, rajtuk az Agyartornyokkal: a Narchosttal (tűzerőd) és a Carchosttal (fogerőd). A tornyok ablakai északra, keletre és nyugatra néztek, a Morannonhoz vezető utakra: északon Dagorladra, keleten Rhûnra, nyugaton Minas Morgul felé és onnan a Haradba vezető utakra.